# Ракамаз
Ракамаз (венг. Rakamaz) — город в медье Сабольч-Сатмар-Берег в Венгрии.
Город занимает площадь 42,64 км², там проживает 4789 жителей (по данным 2010 года). По данным 2001 года, среди жителей города 95 % — венгры, 5 % — цыгане.

## Расположение
Город Ракамаз расположен примерно в 27 км к северо-западу от города Ньиредьхаза. В городе есть железнодорожная станция. Через город проходит автодорога 38.

## История
В 1943 году в Ракамазе на полигоне имитировались удары с пикирования и атаки с малых высот самолётами Hs-129B.
23 октября 1944 года Ракамаз был взят советскими войсками.

## Население
| Год  | Численность | Численность |
| ---- | ----------- | ----------- |
| 2013 | 4512        | [ 4 ]       |
| 2014 | 4442        | [ 5 ]       |
| 2015 | 4374        | [ 6 ]       |
| 2017 | 4298        | [ 7 ]       |
| 2021 | 4217        | [ 8 ]       |
| 2022 | 4269        | [ 9 ]       |
| 2023 | 4179        | [ 10 ]      |
| 2024 | 4186        | [ 1 ]       |